# Mydaea pansa
Mydaea pansa este o specie de muște din genul Mydaea, familia Muscidae. A fost descrisă pentru prima dată de Giglio-tos în anul 1893. Conform Catalogue of Life specia Mydaea pansa nu are subspecii cunoscute.